# سعيد الأحمري
سعيد الأحمري، لاعب كرة قدم سعودي سابق، يلعب كلاعب خط وسط، كان قائد نادي التعاون السعودي يُعتبر أكثر لاعب يحقق إنجازات مع نادي التعاون.

## مسيرته
كانت بداياته عندما قام الرئيس السابق علي التويجري وأحمد ضاري بتسجيله عام 1416

## إنجازاته
| كاس الاتحاد 1996
| درع الدرجة الأولى 1996
| كاس الاتحاد عام 2002
| كاس الاتحاد للدرجة الأولى والثانية عام 2006
| كاس الاتحاد للدرجة الأولى والثانية عام 2008
| الصعود لدوري زين 2010